# Siège du château de Yanagawa
Le siège du château de Yanagawa de 1600 se déroule juste avant la décisive bataille de Sekigahara à l'issue de laquelle Tokugawa Ieyasu assure son contrôle sur le Japon. Tachibana Muneshige, qui reste un des principaux opposants à Tokugawa sur île de Kyūshū, est assiégé dans son château de Yanagawa par Katō Kiyomasa, Nabeshima Naoshige et Kuroda Yoshitaka.
Muneshige se rend en faisant l'hypothèse qu'il pourra alors changer de camp et aider les forces fidèles à Tokugawa contre le clan Shimazu de Satsuma, mais Ieyasu s'oppose à la réalisation de ce plan.

## Source de la traduction
- (en) Cet article est partiellement ou en totalité issu de l’article de Wikipédia en anglais intitulé « Siege of Yanagawa » (voir la liste des auteurs).